# Jogos Pan-Americanos de 1967
Os Jogos Pan-Americanos de 1967 foram a quinta edição do evento multiesportivo, realizado na cidade de Winnipeg, no Canadá, entre os dias 24 de julho e 6 de agosto. A delegação brasileira foi composta por 132 atletas, entre os 2 361 participantes. O hóquei sobre grama foi a modalidade estreante

## Países participantes
29 países participaram do evento:
| - ARG Argentina - AHO Antilhas Neerlandesas - BAH Bahamas - BAR Barbados - BIZ Belize - BER Bermudas - BOL Bolívia - BRA Brasil - CAN Canadá - CHI Chile | - CRC Costa Rica - COL Colômbia - CUB Cuba - ESA El Salvador - ECU Equador - USA Estados Unidos - GUA Guatemala - GUY Guiana - VIR Ilhas Virgens Americanas - JAM Jamaica | - MEX México - NCA Nicarágua - PAN Panamá - PAR Paraguai - PER Peru - PUR Porto Rico - TRI Trinidad e Tobago - URU Uruguai - VEN Venezuela |

## Modalidades
Foram disputadas 21 modalidades nesta edição dos Jogos:
| - Atletismo - Basquetebol - Beisebol - Boxe - Ciclismo - Esgrima - Futebol | - Ginástica - Hipismo - Hóquei sobre a grama - Judô - Levantamento de peso - Lutas - Natação | - Polo aquático - Remo - Saltos ornamentais - Tênis - Tiro esportivo - Vela - Voleibol |

## Quadro de medalhas
País sede destacado.
| Ordem | País                  |     |    |    |     |
| 1     | USA Estados Unidos    | 128 | 69 | 47 | 244 |
| 2     | CAN Canadá            | 17  | 39 | 50 | 106 |
| 3     | BRA Brasil            | 11  | 10 | 5  | 26  |
| 4     | ARG Argentina         | 8   | 14 | 12 | 34  |
| 5     | MEX México            | 7   | 16 | 25 | 48  |
| 6     | CUB Cuba              | 7   | 16 | 24 | 47  |
| 7     | TRI Trinidad e Tobago | 2   | 2  | 3  | 7   |
| 8     | VEN Venezuela         | 1   | 4  | 6  | 11  |
| 9     | COL Colômbia          | 1   | 2  | 5  | 8   |
| 10    | PUR Porto Rico        | 1   | 2  | 3  | 6   |